# 叡山索道

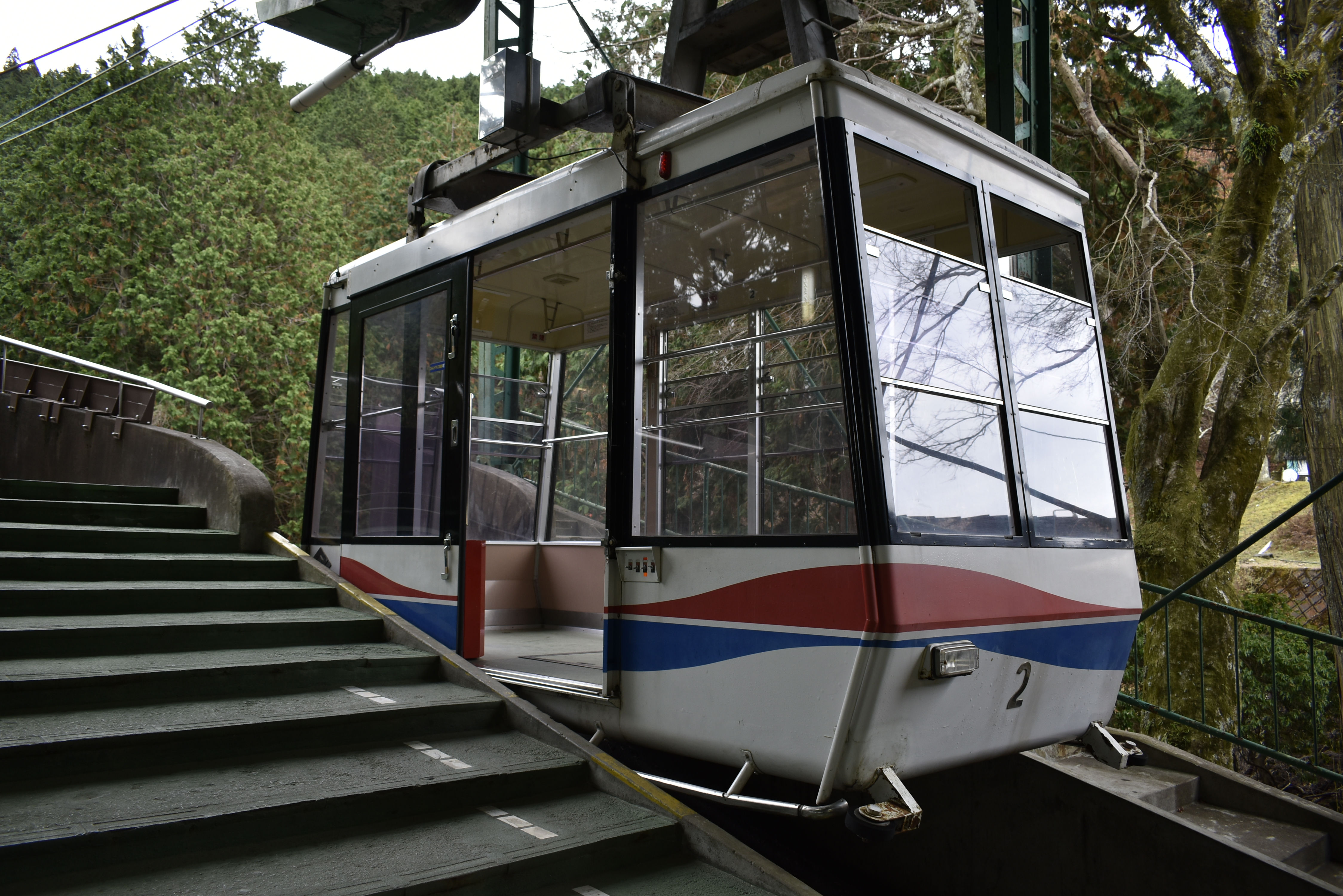
叡山ロープウェイ（2020年11月撮影）

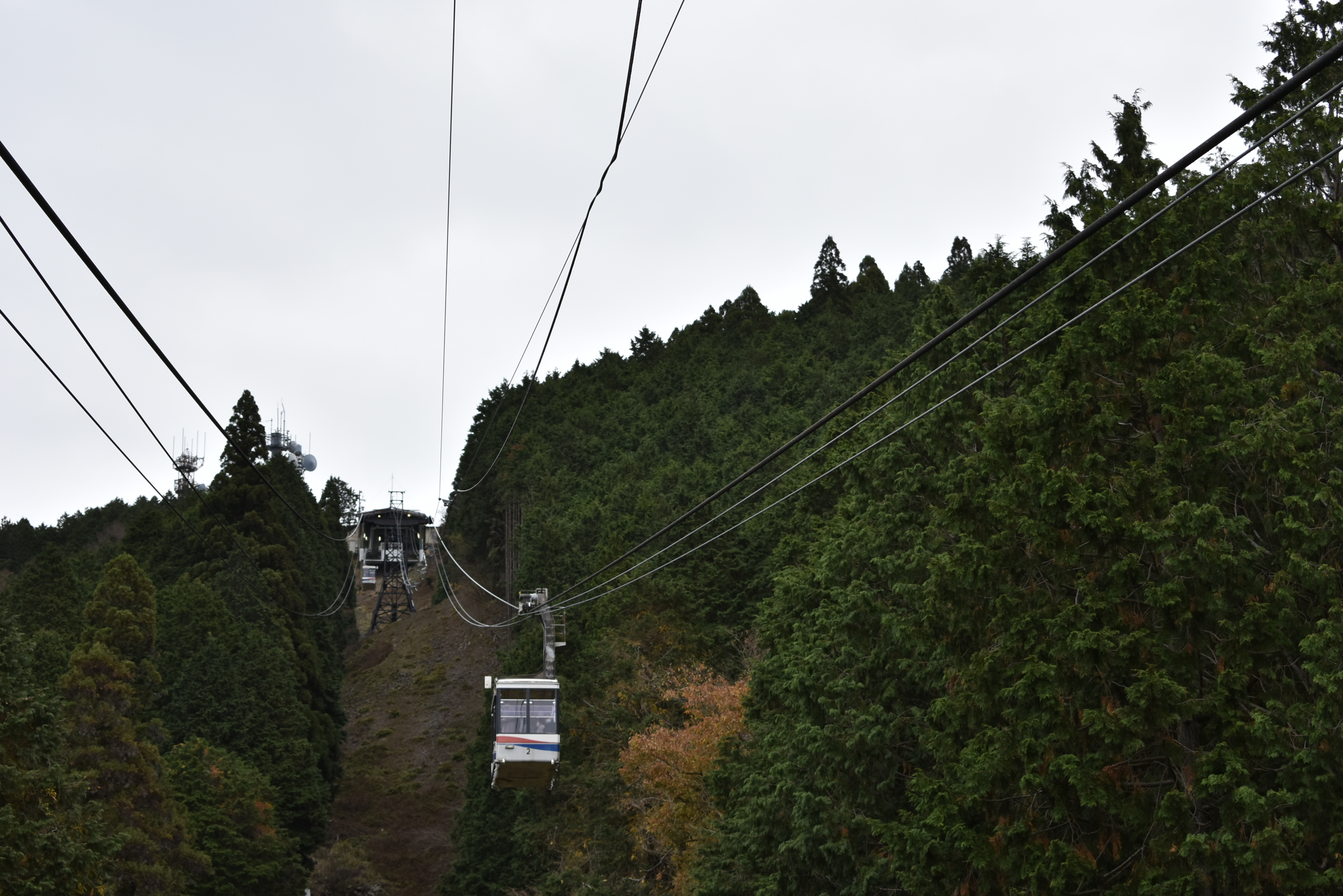
叡山ロープウェイからの眺め（2020年11月撮影）

叡山索道（日语：／）是由京福電氣鐵道（京福）營運，位於京都府京都市左京區的索道。
此路線與叡山電鐵叡山本線、叡山纜車成為京都市內前往比叡山山頂的路線。

## 概要
路線連接位於叡山纜車纜索比叡站附近的索道比叡站至比叡山頂站（比叡花園博物館前）之間。
營業時間由早上9時時段至晚上6時時段，毎小時3至4個班次，每8至24分鐘一班。在夏天期間，尾班車延長至晚上9時時段。
在1月1日至3日的正月三日，為了運送前往延曆寺的初詣客（新年初拜乘客），會特別安排服務。差不多同一期間，比叡山Drive巴士也會暫停服務，因此在暫停服務期間內前往比叡山的交通工具，需要使用靠近大津一方的坂本纜車，該路線全年營業。

### 路線數據
- 全長：486米
- 走行方式：往复式
- 行走時間：3分鐘
- 車站數目：2個（包括起終點站）
  - 索道比叡站（35°3′53.1″N 135°49′21.0″E / 35.064750°N 135.822500°E）
  - 比叡山頂站（35°3′52.0″N 135°49′39.8″E / 35.064444°N 135.827722°E）

## 歷史
在1928年（昭和3年），京都電燈「比叡山空中纜車」開始營業。當時的路線是從現時索道比叡站稍高的位置，該處的站名為高祖谷站，連接至延曆寺釋迦堂附近的延曆寺站之間。
在1942年（昭和17年），京福繼承事業後，於太平洋戰爭期間一除廢除。在1956年（昭和31年），路線重開，並且變為現時的路線。當時正式的名稱為「叡山空中鋼索線」。改名而現名的時期不明。
舊吊車在1956年重開已經使用。在1998年（平成10年）大阪車輛工業製造了新的吊車，取代了舊吊車。

## 車站列表
索道比叡站 - 比叡山頂站

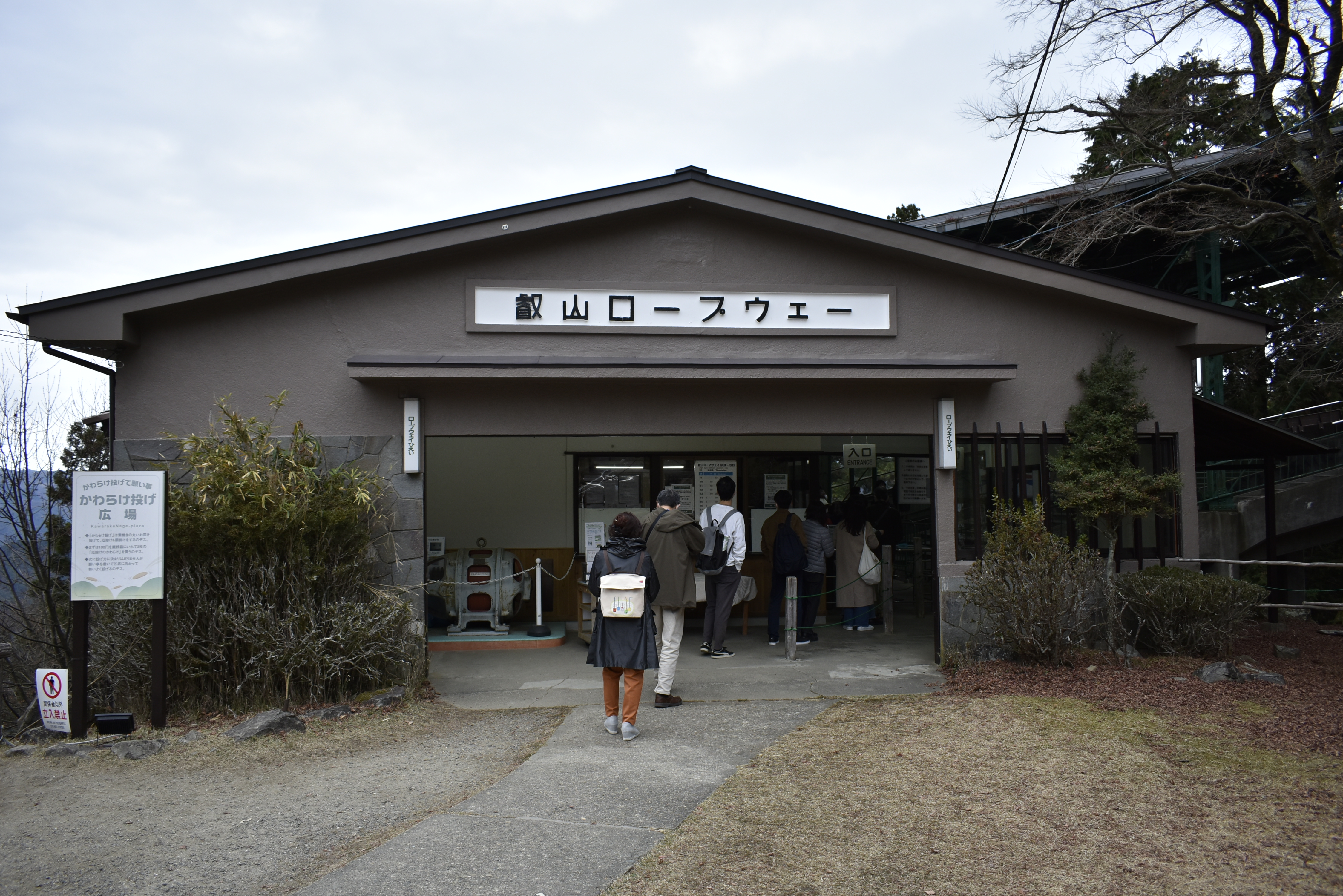
索道比叡站（2020年11月）
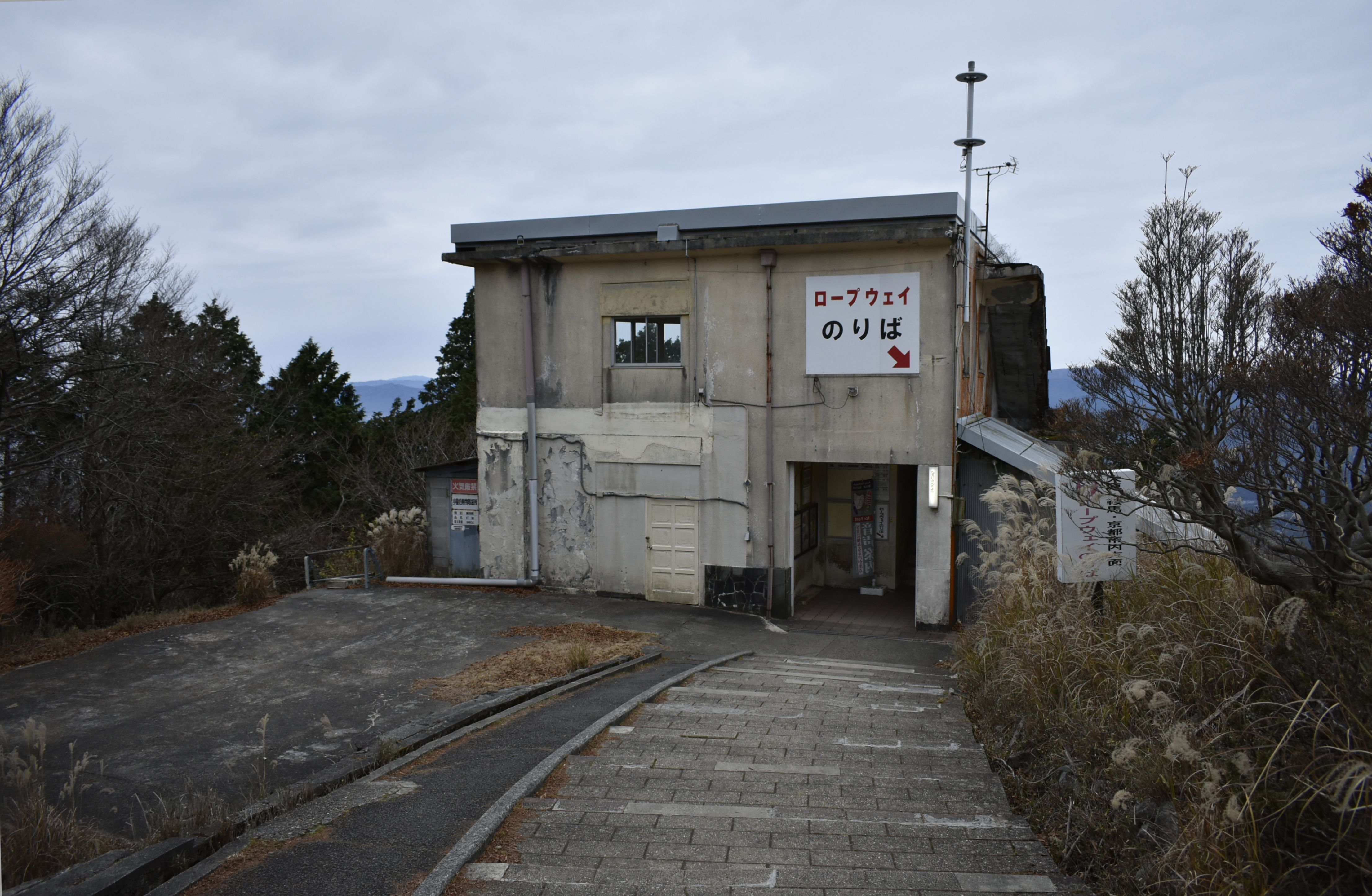
比叡山頂站入口（2020年11月）
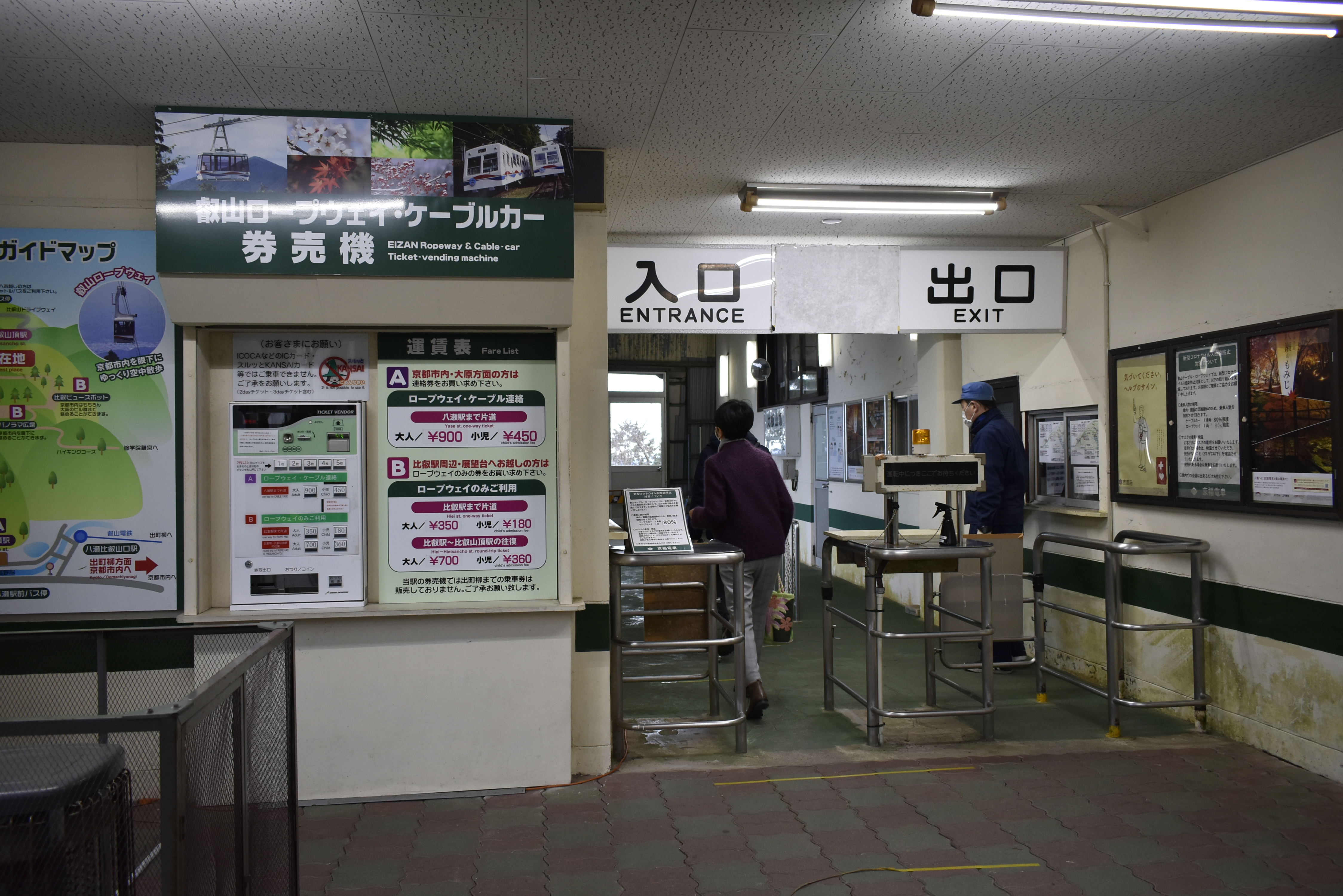
比叡山頂站檢票口（2020年11月）
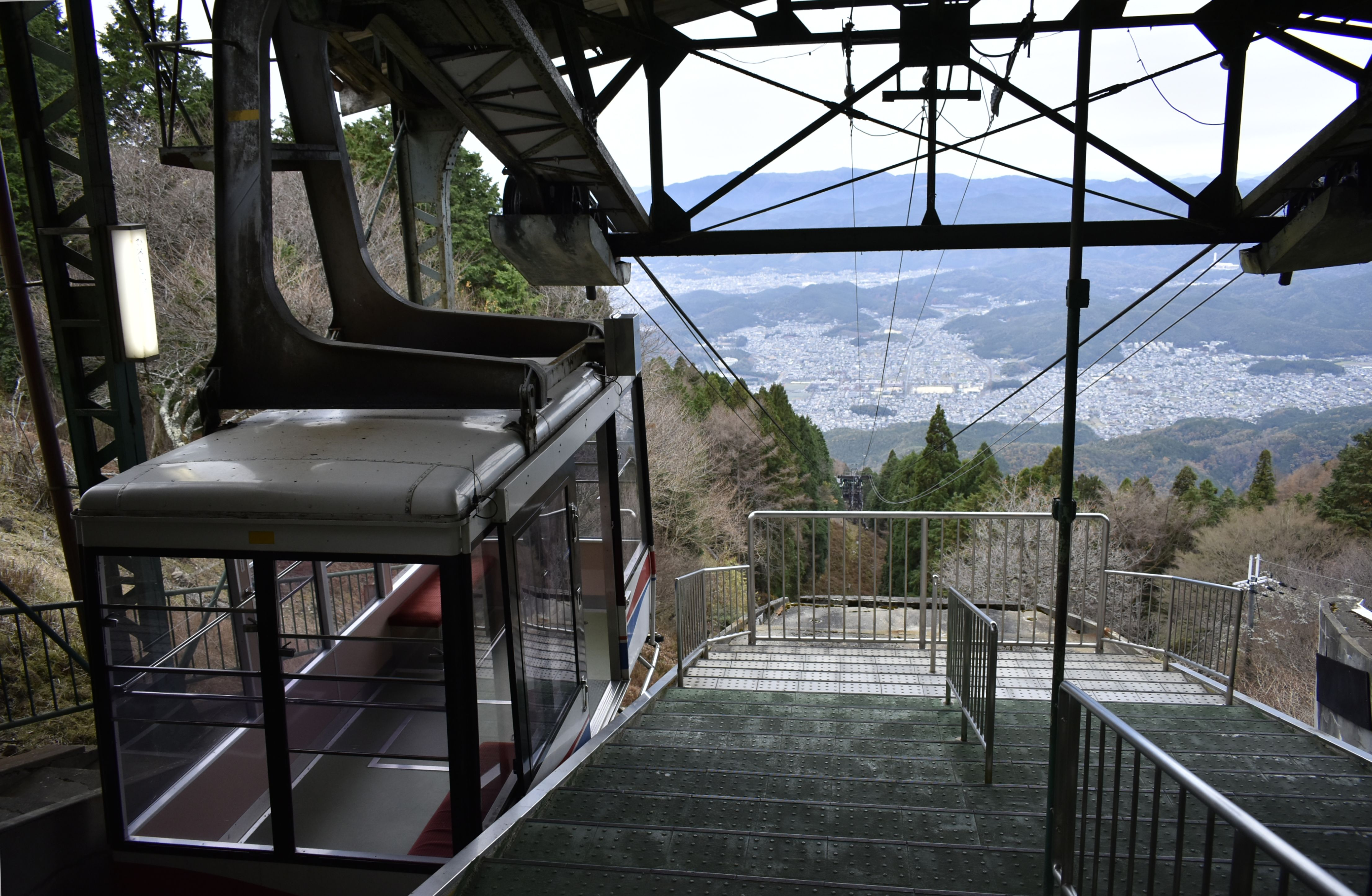
比叡山頂站乘車處（2020年11月）
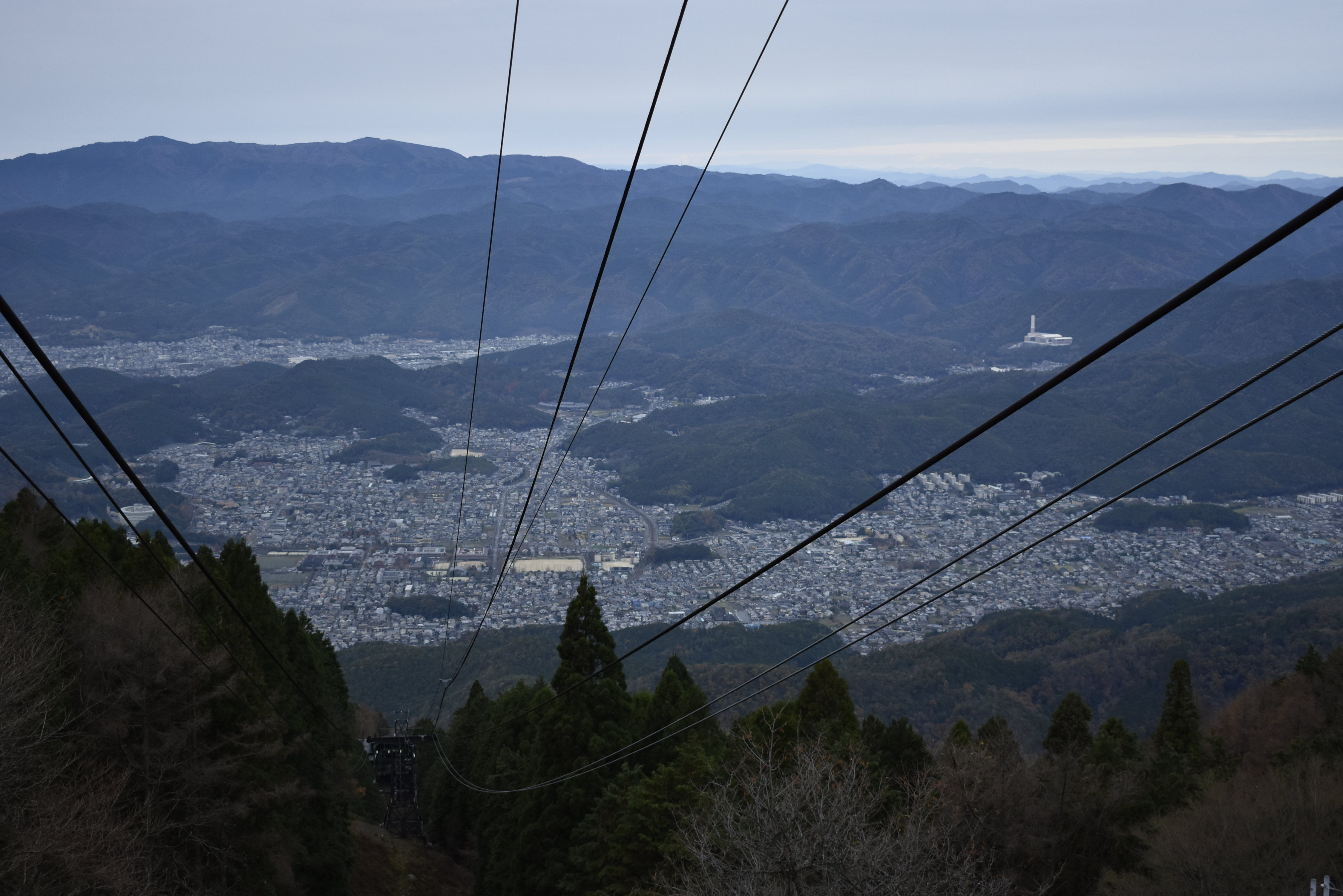
比叡山頂站望向京都市區（2020年11月）

## 接續路線
- 索道比叡站：叡山纜車（纜索比叡站）
- 比叡山頂站：最近的巴士站是比叡山頂巴士站。從車站步行5鐘便可到達巴士站。設有以下巴士路線停靠，由京都巴士（日语：京都バス）和京阪巴士（日语：京阪バス）。前往延曆寺的乘客可轉乘巴士前往延曆寺巴士中心。

比叡山頂巴士站
- 1號乘車處
  - 51系統（日语：京都バス嵐山営業所#比叡山線（比叡山ドライブバス））（京都巴士）：前往京都站（經延曆寺巴士中心、京阪出町柳、三條京阪）
  - 57系統（日语：京阪バス山科営業所#京都比叡山線（比叡山ドライブバス））（京阪巴士）：前往京都站（經延曆寺巴士中心、京阪出町柳、三條京阪）
  - 穿梭系統（京阪巴士）：前往延曆寺巴士中心
  - 穿梭系統（京阪巴士）：前往L’Hotel比叡（經延曆寺巴士中心）
- 2號乘車處
  - 穿梭系統（京阪巴士）：前往橫川（經延曆寺巴士中心、西塔）

## 注腳
1. ↑  . 京福電気鉄道.   [2021-05-18]. （原始内容存档于2021-10-26） （日语）.

## 外部連結
- 叡山纜車·索道 （页面存档备份，存于）（日語） - 京福電氣鐵道